# Tweede divisie 2019/20
Het seizoen 2019/20 was het negentiende seizoen in het bestaan van de Nederlandse Tweede Divisie. De voetbalcompetitie, georganiseerd door de KNVB, is het derde niveau binnen het Nederlandse voetbal, achter de eerste divisie en voor de derde divisie.
Dit was het eerste seizoen dat door de coronapandemie voortijdig werd stopgezet. Er werd geen kampioen aangewezen en er was geen sprake van promotie of degradatie.
Op 2 oktober 2017 hebben vertegenwoordigers van amateur- en betaald voetbal tijdens de buitengewone bondsvergadering van de KNVB overeenstemming bereikt over het te volgen traject naar vernieuwing van de voetbalpiramide. Hierin zijn afspraken gemaakt omtrent de promotie/degradatie tussen eerste en tweede divisie. De afspraak was dat er voor dat seizoen (2017/18) geen promotie/degradatie zou plaatsvinden.
Tijdens de buitengewone bondsvergadering van 7 juni 2018 werd er overeenstemming bereikt om de geen-promotie/degradatie-regeling met twee jaar te verlengen tot en met het seizoen 2019/20. Tevens werd er overeenstemming bereikt over het maximum aantal toegestane belofteploegen in elke divisie. Voor de tweede divisie zullen dat er voor dit seizoen twee zijn.

## Gevolgen van de coronacrisis in Nederland
Op 12 maart 2020, werden alle voetbal competities opgeschort tot 31 maart, omdat het kabinet alle evenementen met meer dan 100 personen verbood als gevolg van de coronacrisis in Nederland. Op 15 maart werd deze periode verlengd tot 6 april. Als gevolg van het nieuwe kabinetsbesluit om alle bijeenkomsten en evenementen tot 1 juni 2020 te verbieden, werd deze periode nog verder verlengd.
Uiteindelijk, op 31 maart 2020, besloot de KNVB om competities op amateurniveau niet te hervatten. Tevens besloten zij dat, voor die competities, er dit seizoen geen eindstanden zouden komen, en er dus ook geen kampioenen, promovendi en degradanten zouden zijn. Alle ploegen zullen derhalve volgend seizoen op hetzelfde niveau uitkomen als in dit seizoen.

## Veranderingen
Bij aanvang van dit seizoen waren er vijf nieuwe (of teruggekeerde) ploegen. Jong Almere City en BVV Barendrecht degradeerden in het voorgaande seizoen direct. Daarnaast heeft Jong Vitesse zich teruggetrokken uit de voetbalpiramide. Zij worden vervangen door kampioenen van de derde divisie zaterdag en zondag, respectievelijk vv Noordwijk en Jong Volendam. Ook TEC promoveerde als nummer twee van de zondagafdeling direct naar het hoogste amateurniveau. 
In de nacompetitie verloren ook FC Lienden en VVSB hun plek in de tweede divisie. Hun plekken werden ingenomen door ASWH en Quick Boys die de play-offs om een ticket voor de tweede divisie wonnen.

## Opzet
Het is van belang of we met een eerste elftal van een vereniging of met een tweede elftal, ook wel reserve-elftal of belofte-elftal genoemd, te maken hebben. Voor dit seizoen speelde er in de tweede divisie twee reserve-elftallen, te weten Jong Sparta en Jong Volendam.
Voor promotie geldt:
- Bij besluit[2][3] promoveert de kampioen niet.

Voor degradatie geldt:
- De twee standaardelftallen die, uitgaande van alleen de eerste elftallen, als dertiende en veertiende eindigen, spelen een nacompetitie voor klassebehoud met de periodekampioenen van de derde divisie om twee plekken in de tweede divisie.
- De twee standaardelftallen die, uitgaande van alleen de eerste elftallen, als vijftiende en zestiende eindigen, degraderen naar de derde divisie.
- Het belofte-elftal dat, uitgaande van alleen de tweede elftallen, als tweede eindigt, degradeert naar de derde divisie mits in één of beide derde divisie(s) een belofte-elftal kampioen wordt. Dit geldt ongeacht de positie van het belofte-elftal op de ranglijst van de tweede divisie.
- Als het laagst geklasseerde belofte-elftal in de totale eindstand op de zeventiende of achttiende positie is geëindigd, dan degradeert dit elftal ook wanneer in een of beide derde divisie(s) ten minste een belofte-elftal op de plek twee tot en met vier van de totaalstand is geëindigd.

## Speeldagen
In het algemeen zullen wedstrijden tussen twee zaterdagploegen op zaterdagmiddag, tussen een zaterdag- en zondagploeg op zaterdagavond, tussen twee zondagploegen op zondagmiddag en tussen twee belofteploegen op een zaterdag of zondag gespeeld worden.

## Ploegen
| Ploeg               | Plaats              | Accommodatie              | Capaciteit |
| ------------------- | ------------------- | ------------------------- | ---------- |
| AFC                 | Amsterdam           | Sportpark Goed Genoeg     | 0.3.000    |
| ASWH                | Hendrik-Ido-Ambacht | Sportpark Schildman       | 0.3.000    |
| Excelsior Maassluis | Maassluis           | Sportpark Lavendelstraat  | 0.5.000    |
| GVVV                | Veenendaal          | Sportpark Panhuis         | 0.3.950    |
| HHC Hardenberg      | Hardenberg          | Sportpark De Boshoek      | 0.4.500    |
| Koninklijke HFC     | Haarlem             | Sportpark Spanjaardslaan  | 0.1.500    |
| IJsselmeervogels    | Spakenburg          | Sportpark De Westmaat     | 0.8.200    |
| Jong Sparta         | Rotterdam           | Spartastadion Het Kasteel | .11.000    |
| Jong Volendam       | Volendam            | Kras Stadion              | 0.7.384    |
| VV Katwijk          | Katwijk             | Sportpark De Krom         | 0.6.000    |
| Kozakken Boys       | Werkendam           | Sportpark De Zwaaier      | 0.4.000    |
| vv Noordwijk        | Noordwijk           | Sportpark Duinwetering    | 0.6.100    |
| Quick Boys          | Katwijk aan Zee     | Sportpark Nieuw Zuid      | 0.8.100    |
| Rijnsburgse Boys    | Rijnsburg           | Sportpark Middelmors      | 0.6.100    |
| SVV Scheveningen    | Den Haag            | Sportpark Houtrust        | 0.3.500    |
| SV Spakenburg       | Spakenburg          | Sportpark De Westmaat     | 0.8.200    |
| TEC                 | Tiel                | Sportpark De Lok          | 0.2.500    |
| De Treffers         | Groesbeek           | Sportpark Zuid            | 0.4.000    |

>> Competitie geannuleerd, het hieronder getoonde is de situatie op 8 maart 2020, de datum waarop de laatste wedstrijden zijn gespeeld. <<

## Ranglijst
| Pos | Team                | Wed | W  | G | V  | Ptn | DV | DT | +/− | Promotie, kwalificatie of degradatie             |
| --- | ------------------- | --- | -- | - | -- | --- | -- | -- | --- | ------------------------------------------------ |
| 1   | VV Katwijk          | 24  | 15 | 4 | 5  | 49  | 48 | 26 | +22 | Kampioen zonder promotie                         |
| 2   | HHC Hardenberg      | 24  | 14 | 4 | 6  | 46  | 54 | 27 | +27 |                                                  |
| 3   | AFC                 | 24  | 13 | 6 | 5  | 45  | 50 | 33 | +17 |                                                  |
| 4   | Rijnsburgse Boys    | 24  | 13 | 6 | 5  | 45  | 55 | 42 | +13 |                                                  |
| 5   | IJsselmeervogels    | 24  | 13 | 5 | 6  | 44  | 57 | 37 | +20 |                                                  |
| 6   | Kozakken Boys       | 24  | 13 | 3 | 8  | 42  | 38 | 29 | +9  |                                                  |
| 7   | SV Spakenburg       | 24  | 10 | 7 | 7  | 37  | 37 | 44 | −7  |                                                  |
| 8   | Koninklijke HFC     | 23  | 10 | 5 | 8  | 35  | 43 | 36 | +7  |                                                  |
| 9   | De Treffers         | 24  | 9  | 8 | 7  | 35  | 42 | 36 | +6  |                                                  |
| 10  | vv Noordwijk        | 24  | 8  | 8 | 8  | 32  | 47 | 44 | +3  |                                                  |
| 11  | Jong Sparta         | 24  | 9  | 4 | 11 | 31  | 43 | 42 | +1  |                                                  |
| 12  | Excelsior Maassluis | 24  | 9  | 4 | 11 | 31  | 36 | 47 | −11 |                                                  |
| 13  | GVVV                | 24  | 9  | 3 | 12 | 30  | 38 | 48 | −10 |                                                  |
| 14  | Quick Boys          | 24  | 7  | 6 | 11 | 27  | 25 | 32 | −7  | Play-offs tegen degradatie naar de derde divisie |
| 15  | SVV Scheveningen    | 23  | 7  | 4 | 12 | 25  | 24 | 36 | −12 | Play-offs tegen degradatie naar de derde divisie |
| 16  | TEC                 | 24  | 3  | 7 | 14 | 16  | 17 | 40 | −23 | Degradatie naar de derde divisie                 |
| 17  | Jong Volendam       | 24  | 3  | 5 | 16 | 14  | 40 | 61 | −21 | Mogelijk degradatie naar de derde divisie        |
| 18  | ASWH                | 24  | 3  | 5 | 16 | 14  | 26 | 60 | −34 | Degradatie naar de derde divisie                 |

1. ↑  Winnaar tweede (speelronde 13-23) periodetitel
2. ↑  Winnaar eerste (speelronde 1-12) periodetitel
3. ↑  Degradeert alleen wanneer in een (of beide) derde divisie(s) ten minste een reserve (jong) elftal op plek 1 t/m 4 is geëindigd.

## Programma/uitslagen
| Thuis \ Uit         | AFC    | ASW    | EXM    | GVV    | HFC    | HHC    | IJS    | JSP    | JVO    | KAT    | KOZ    | NOO    | QUI    | RIJ    | SCH    | SPA    | TEC    | TRE    |
| ------------------- | ------ | ------ | ------ | ------ | ------ | ------ | ------ | ------ | ------ | ------ | ------ | ------ | ------ | ------ | ------ | ------ | ------ | ------ |
| AFC                 |        | 4–0    | 3–1    | 1–1    | 0–0    | 0–1    | 2–0    | 2–1    | 14 mrt | 9 mei  | 2–0    | 11 apr | 28 mrt | 6–3    | 0–1    | 2–0    | 16 mei | 2–2    |
| ASWH                | 18 apr |        | 3–4    | 2–1    | 28 mrt | 0–4    | 1–3    | 14 mrt | 5–2    | 16 mei | 9 mei  | 0–0    | 0–1    | 1–2    | 2–0    | 1–1    | 2–2    | 2–2    |
| Excelsior Maassluis | 2–3    | 1–0    |        | 18 apr | 2 mei  | 4 apr  | 1–3    | 1–2    | 3–2    | 1–4    | 1–0    | 0–1    | 23 mei | 3–3    | 2–0    | 21 mrt | 0–0    | 1–1    |
| GVVV                | 1–3    | 3–0    | 1–2    |        | 2–0    | 16 mei | 0–3    | 28 mrt | 3–1    | 0–3    | 11 apr | 2–2    | 14 mrt | 3–4    | 4–0    | 1–2    | 2 mei  | 2–2    |
| Koninklijke HFC     | 23 mei | 4–1    | 2–3    | 4 apr  |        | 3–1    | 9 mei  | 3–2    | 4–0    | 1–1    | 18 apr | 21 mrt | 1–0    | 2–1    | 13 apr | 1–1    | 1–1    | 2–3    |
| HHC Hardenberg      | 0–2    | 11 apr | 5–0    | 4–0    | 3–0    |        | 23 mei | 18 apr | 28 mrt | 1–2    | 0–1    | 2–2    | 3–1    | 3–3    | 1–0    | 6–1    | 2–1    | 9 mei  |
| IJsselmeervogels    | 5–1    | 4–1    | 16 mei | 3–0    | 1–5    | 1–2    |        | 4–2    | 3–3    | 0–3    | 0–0    | 4–2    | 11 apr | 1–1    | 2 mei  | 2–2    | 5–1    | 21 mrt |
| Jong Sparta         | 5 apr  | 6–2    | 11 apr | 0–1    | 3–1    | 1–1    | 2–3    |        | 2 mei  | 21 mrt | 1–0    | 4–0    | 2–1    | 23 mei | 0–0    | 2–4    | 3–1    | 2–0    |
| Jong Volendam       | 4–6    | 1–1    | 4–1    | 21 mrt | 3–6    | 1–3    | 4 apr  | 5–0    |        | 2–3    | 1–2    | 16 mei | 9 mei  | 18 apr | 1–2    | 1–1    | 3–1    | 0–1    |
| VV Katwijk          | 1–2    | 3–0    | 1–2    | 2–3    | 11 apr | 2–1    | 2–1    | 2–1    | 23 mei |        | 28 mrt | 3–2    | 0–0    | 14 mrt | 3–2    | 2 mei  | 2–0    | 2–0    |
| Kozakken Boys       | 21 mrt | 3–0    | 2–0    | 4–2    | 0–2    | 2–4    | 1–3    | 2–1    | 2–1    | 0–0    |        | 2 mei  | 1–1    | 4 apr  | 14 mrt | 4–2    | 0–1    | 16 mei |
| vv Noordwijk        | 2–2    | 5–1    | 1–3    | 1–3    | 4–1    | 2–0    | 14 mrt | 9 mei  | 5–1    | 18 apr | 2–5    |        | 1–1    | 3–3    | 23 mei | 0–3    | 4 apr  | 4–1    |
| Quick Boys          | 1–1    | 2 mei  | 1–1    | 2–0    | 16 mei | 21 mrt | 2–1    | 1–3    | 3–1    | 4 apr  | 0–2    | 1–1    |        | 0–2    | 2–3    | 0–1    | 1–0    | 0–2    |
| Rijnsburgse Boys    | 2–0    | 21 mrt | 4–3    | 6–2    | 2–1    | 2 mei  | 28 mrt | 2–1    | 1–1    | 0–3    | 1–2    | 0–1    | 3–1    |        | 11 apr | 16 mei | 1–0    | 2–1    |
| SVV Scheveningen    | 1–0    | 4 apr  | 9 mei  | 0–1    | 0–0    | 0–3    | 0–1    | 16 mei | 2–1    | 0–2    | 3–1    | 1–4    | 18 apr | 2–5    |        | 5–0    | 21 mrt | 1–1    |
| SV Spakenburg       | 2–4    | 1–0    | 1–0    | 9 mei  | 14 mrt | 1–3    | 18 apr | 2–2    | 1–1    | 4–2    | 23 mei | 2–1    | 2–0    | 2–2    | 28 mrt |        | 1–0    | 4 apr  |
| TEC                 | 2–2    | 23 mei | 28 mrt | 1–2    | 0–2    | 14 mrt | 0–3    | 1–1    | 2–0    | 1–0    | 0–2    | 1–1    | 0–2    | 9 mei  | 1–1    | 11 apr |        | 19 apr |
| De Treffers         | 3 mei  | 3–1    | 14 mrt | 23 mei | 4–1    | 1–1    | 3–3    | 3–1    | 11 apr | 2–2    | 1–2    | 28 mrt | 1–3    | 0–2    | 1–0    | 4–0    | 3–0    |        |

## Statistieken

### Aantal goals per speelronde
| 27 |

| 34 |

| 34 |

| 40 |

| 22 |

| 33 |

| 29 |

| 23 |

| 30 |

| 38 |

| 33 |

| 22 |

| 30 |

| 27 |

| 31 |

| 37 |

| 30 |

| 35 |

| 29 |

| 32 |

| 33 |

| 23 |

| 24* |

| 24 |

|  |

|  |

|  |

|  |

|  |

|  |

|  |

|  |

|  |

|  |

| 30.1 |

| Tweede divisie                         | Totaal: 720 doelpunten |
| * Speelronde 23 was nog niet afgerond. |                        |

| Tweede divisie                         | Totaal: 720 doelpunten |
| * Speelronde 23 was nog niet afgerond. |                        |

### Topscorers
| Pos. | Speler                  | Team             | Goal |
| ---- | ----------------------- | ---------------- | ---- |
| 1.   | Danny van den Meiracker | IJsselmeervogels | 18   |
| 2.   | Raily Ignacio           | AFC              | 17   |
| 3.   | Ahmed el Azzouti        | IJsselmeervogels | 15   |
|      | Dani van der Moot       | Rijnsburgse Boys | 15   |
|      | Yordi Teijsse           | AFC              | 15   |
| 6.   | Rob van der Leij        | HHC Hardenberg   | 13   |
|      | Floris van der Linden   | Koninklijke HFC  | 13   |
|      | Nick van Staveren       | vv Noordwijk     | 13   |
| 9.   | Tommy Bekooij           | Quick Boys       | 11   |
|      | Berry Powel             | GVVV             | 11   |
|      | Joel Tillema            | Rijnsburgse Boys | 11   |
|      | Lowie van Zundert       | De Treffers      | 11   |

### Bezoekersgemiddeldes per club
Na de stopzetting van de competitie na speelronde 24 stond IJsselmeervogels bovenaan de toeschouwersstatistieken, op de voet gevolgd door Quick Boys. Echter zou de - normaal gesproken druk bezochte - Katwijkse derby nog gespeeld worden op sportpark Nieuw Zuid, terwijl de Spakenburgse derby al had plaatsgevonden op het veld van IJsselmeervogels. Hierdoor geven de onderstaande gegevens slechts een indicatie van de hoeveelheid toeschouwers.
Bij de thuiswedstrijden van de belofte-elftallen waren gemiddeld de minste toeschouwers aanwezig.
| Pos. | Club                | Toeschouwers |
| ---- | ------------------- | ------------ |
| 1.   | Quick Boys          | 2.118        |
| 2.   | IJsselmeervogels    | 2.080        |
| 3.   | SV Spakenburg       | 1.286        |
| 4.   | Rijnsburgse Boys    | 1.271        |
| 5.   | VV Katwijk          | 1.235        |
| 6.   | HHC Hardenberg      | 1.168        |
| 7.   | Kozakken Boys       | 970          |
| 8.   | GVVV                | 903          |
| 9.   | vv Noordwijk        | 782          |
| 10.  | ASWH                | 652          |
| 11.  | Excelsior Maassluis | 605          |
| 12.  | De Treffers         | 506          |
| 13.  | TEC                 | 486          |
| 14.  | SVV Scheveningen    | 479          |
| 15.  | Koninklijke HFC     | 471          |
| 16.  | AFC                 | 342          |
| 17.  | Jong Volendam       | 257          |
| 18.  | Jong Sparta         | 185          |

Bron: Gebaseerd op officieuze cijfers van Transfermarkt
1956/57 · 
1957/58 · 
1958/59 · 
1959/60 · 
1960/61 · 
1961/62 · 
1962/63 · 
1963/64 · 
1964/65 · 
1965/66 · 
1966/67 · 
1967/68 · 
1968/69 · 
1969/70 · 
1970/71 · 
2016/17 · 
2017/18 · 
2018/19 ·
2019/20 ·
2020/21 ·
2021/22 ·
2022/23 ·
2023/24 ·
2024/25